# Estación de Neuchâtel-Serrières
La estación de Neuchâtel-Serrières es una estación ferroviaria de la comuna suiza de Neuchâtel, en el cantón de Neuchâtel.

## Historia y situación
La estación de Neuchâtel-Serrières fue inaugurada en el año 1859 con la puesta en servicio del tramo Vaumarcus - Le Landeron de la línea Olten - Lausana, también conocida como la línea del pie del Jura.
Se encuentra ubicada en el borde este de la barriada de Serrières, al suroeste del núcleo urbano de Neuchâtel. Cuenta dos andenes laterales a los que acceden dos vías pasantes, a las que hay que sumar varias vías toperas situadas en el este de la estación.
En términos ferroviarios, la estación se sitúa en la línea Olten - Lausana, que prosigue hacia Ginebra y la frontera francosuiza, conocida como la línea del pie del Jura. Sus dependencias ferroviarias colaterales son la estación de Neuchâtel hacia Olten y la estación de Auvernier en dirección Lausana.

## Servicios ferroviarios
Los servicios ferroviarios de esta estación están prestados por SBB-CFF-FFS:

### Regional
- R Neuchâtel - Gorgier-Saint-Aubin (- Yverdon-les-Bains). Cuenta con trenes cada hora hacia Neuchâtel y Gorgier-Saint-Aubin. Además, algunos servicios son prolongados en las horas punta hasta Yverdon-les-Bains, finalizando su recorrido en algunos casos en Morges.
- R Neuchâtel - Buttes. Trenes cada hora en ambos sentidos, con refuerzos en las horas punta.